# Долгоруковский сельсовет (Пензенская область)
Долгору́ковский сельсове́т — сельское поселение в Сердобском районе Пензенской области.
Административный центр — село Долгоруково.

## География
Долгоруковский сельский совет располагается на северо-западе Сердобского района и граничит на севере — с Кировским сельсоветом Сердобского района, на востоке — с Мещерским и Куракинским сельсоветами Сердобского района, на юге — с Секретарским сельсоветом Сердобского района, на западе — с Бековским районом Пензенской области. Расстояние от центра сельсовета села Долгоруково до районного центра города Сердобск — 22 км. Площадь сельсовета — 17347 га.

## Население
| 2002 | 2010 | 2012 | 2013 | 2014 | 2015 | 2016 |
| ---- | ---- | ---- | ---- | ---- | ---- | ---- |
| 962  | ↘743 | ↘733 | ↘716 | ↘700 | ↘679 | ↘673 |
| 2017 | 2018 | 2021 |      |      |      |      |
| ↘651 | ↘625 | ↘574 |      |      |      |      |

## Общие сведения
На территории сельского совета расположены 5 магазинов, 2 спортзала, сельский дом культуры, 2 библиотеки, 3 фельдшерско-акушерских пункта (в селах Долгоруково, Репьёвка, деревне Константиновка), основная общеобразовательная школа (в селе Долгоруково), детский сад (в селе Долгоруково).

## Состав сельского поселения
| № | Населённый пункт | Тип населённого пункта       | Население |
| - | ---------------- | ---------------------------- | --------- |
| 1 | Бабарыкино       | деревня                      | 1         |
| 2 | Долгоруково      | село, административный центр | ↘509      |
| 3 | Кологривовка     | деревня                      | 19        |
| 4 | Константиновка   | деревня                      | 66        |
| 5 | Оленичево        | деревня                      | 30        |
| 6 | Репьёвка         | село                         | ↘118      |

## Местное самоуправление
Администрация сельского поселения
442872, Пензенская область, Сердобский район, с. Долгоруково, ул. Слепцова,32. Тел.: +7 84167 9-55-10
Глава администрации
- Тимошенко Татьяна Алексеевна.